# Gianpiero Lupi
Gianpiero Alfredo Lupi (* 19. Juni 1942 in Zürich; † 18. Mai 2013 in Solothurn; heimatberechtigt in Morbio Inferiore) war ein Schweizer Militärarzt im Dienstgrad Divisionär und von 2001 bis 2008 Oberfeldarzt der Armee.

## Werdegang
Lupi absolvierte das Staatsexamen der Humanmedizin 1969, war im Anschluss bis 1972 Assistenzarzt am Universitätsspital Zürich und dann bis 1975 Oberarzt im Spital Limmattal. Nach einem Forschungsaufenthalt für Kardiologie an der University of Alabama at Birmingham als Stipendiat der Schweizerischen Akademie der Medizinischen Wissenschaften (SAMW) von 1975 bis 1976 folgte eine Stelle als Oberarzt am Bürgerspital Solothurn bis 1982, danach bis 2001 als Leitender Arzt der interdisziplinären Intensivstation.
Bei der Schweizer Armee war er Kommandant der Gebirgssanitäts-Abteilung 9 und des Spitalregiments 10, war Arzt im Stab einer Territorialdivision und danach bis 2008 als höchster Schweizer Militärarzt eingesetzt in der Untergruppe Sanität des Generalstabs der Schweizer Armee in Ittigen.
Lupi war Facharzt FMH für Intensivmedizin und für Innere Medizin. Er war unter anderem Dozent an der medizinischen Fakultät der Universität Bern, Beiratsmitglied beim Medical Corps International Forum und Präsident des Stiftungsrates der Stiftung Swisscor. 2010 wurde ihm unter anderem für seine „Bemühungen um die Ausgestaltung der bilateralen Beziehungen zwischen den Sanitätsdiensten der Schweizer Armee und der Bundeswehr“ das Grosse Verdienstkreuz der Bundesrepublik Deutschland verliehen.
Er war verheiratet, Vater von vier Kindern und lebte in Solothurn.